# 池辺葵
池辺 葵（いけべ あおい）は、日本の漫画家。女性。

## 来歴
2009年に講談社の漫画雑誌『Kiss』のマンガセミナーを経て「落陽」でデビューし、同年『Kiss PLUS』にて『繕い裁つ人』を連載開始している。
2013年11月、『どぶかわ』の単行本の発売を記念して紀伊國屋書店新宿本店とリブロ池袋本店にて原画展を開催。
2014年、同作が第2回フラウマンガ大賞で女の老後賞、第18回文化庁メディア芸術祭マンガ部門では新人賞を受賞し、「このマンガを読め!」で8位に選ばれる。
初連載作品の『繕い裁つ人』が2015年に実写映画化、WEB連作作品の『プリンセスメゾン』が2016年にテレビドラマ化されている。
2018年、第21回文化庁メディア芸術祭マンガ部門で『ねぇ、ママ』が大賞を受賞。
2018年6月にシンガーソングライター・ヒグチアイのセカンドアルバム「日々凛々」のジャケットを描きおろした。ジャケットにはアルバムをイメージした漫画がデザインされている。8月にはヒグチとの往復書簡企画が行われ、「日々凛々」の特設サイトにて公開。

## 作風
現実的な女性の描き方の評価が高い。

## 作品リスト

### 連載
- 繕い裁つ人（『Kiss PLUS』2009年 - 2014年3月号（休刊号[12]）→『ハツキス』2014年7月号（創刊号[13]） - 2015年1月号[14]、全6巻）
- サウダーデ（『Kiss』2011年6号[15] - 2012年3号、全2巻） - 短期集中連載[15]
- どぶがわ（『Eleganceイブ』2012年12月号[16] - 2013年10月号、全1巻[3]）
- かごめかごめ（『Champion タップ!』2013年7月25日更新 - 2014年5月22日更新、単巻・書籍扱い[17]）
- プリンセスメゾン（『やわらかスピリッツ』2014年8月7日[18] - 2018年11月1日、全6巻）
- ねぇ、ママ（『エレガンスイブ』2014年10月号[19]、2015年4月号[20]、6月号、2016年2月号、4月号[21]、2017年5月号、描き下ろし、全1巻[22]）
- 雑草たちよ 大志を抱け（『FEEL YOUNG』2015年8月号[23]、2016年1月号[24]、7月号、11月号、2017年1月号、描き下ろし、全1巻[25]）
- 私にできるすべてのこと（『週刊文春WOMAN』2019年Vol.2[26] - 、全1巻[27]）
- ブランチライン（『FEEL YOUNG』2020年4月号[28] - 、既刊7巻）
- 赤と青のガウン（原作：彬子女王、『小説新潮』2025年1月号[29] - ）

### 読み切り
- たいやき銀河鉄道（『ダ・ヴィンチ』2017年3月号、「本とお菓子」特集[30]）
- たゆたう（『小説すばる』2017年4月号、「漫画すばる」特集[31]）

### イラスト
- バージンパンケーキ国分寺（著：雪舟えま、2019年1月18日発売[32]、集英社文庫） - 挿画[32]
- 愉快な青春が最高の復讐!（著：奥田亜希子、2020年5月26日発売[33]） - 表紙イラスト[33]

### アンソロジー
- 漫画家ごはん日誌（2015年5月8日発売[34]）
- 漫画家さんのおいしいさしいれ（2019年1月25日発売[35]）

### 寄稿
- 大人女子マンガ特集（『ダ・ヴィンチ』2012年4月号[36]） - インタビュー[36]
- よしながふみ特集（『ダ・ヴィンチ』2012年11月号[37]） - イラスト[37]
- あの人気漫画家に聞く!（『このマンガがすごい!2013』[38]）
- 年越しと本特集（『ダ・ヴィンチ』2014年1月号[39]） - 1ページ漫画[39]
- 岩明均特集（『ユリイカ』2015年1月臨時増刊号[40]）
- いつも傍らにコーヒーと本特集（『ダ・ヴィンチ』2015年10月号[41]） - 描きおろし漫画[41]
- 別冊レタスクラブ コミックエッセイ祭り（『レタスクラブ』2016年12月24日増刊号[42]） - 「私の暮らしぶり」テーマで描きおろし[42]
- 文学を教えて。特集（『ビッグコミックスピリッツ』2016年53号[43]） - お気に入りの文学作品のカバーイラスト[43]
- スウィート17モンスター（2017年4月公開映画、2017年3月寄稿[44]） - イラスト、コメント[44]
- ずっと読みたい あの人のマンガ特集（『ダ・ヴィンチ』2018年2月号[45]） - ロングインタビュー[45]
- 女と本特集（『ダ・ヴィンチ』2019年11月号[46]）- 描きおろし2ページ漫画、コメント、特集扉ページイラスト[46]
- 映画『リトル・ガール』イラストとコメント（2021年10月[47]）